# Снеллинг, Лилиан
Лилиан Снеллинг (англ. Lilian Snelling; 8 июня 1879 — 12 октября 1972) — британский ботанический иллюстратор, «возможно самый выдающийся британский ботанический художник первой половины XX века».
Она была главным художником и литографом в «Curtis’s Botanical Magazine» с 1921 по 1952 года и «считалась одним из крупнейших ботанических художников своего времени» — «ее картины были подробными и точными, и очень красивыми». В 1954 году она была награждена Орденом Британской империи и в 1955 году Почетной медалью Виктории.

## Биография
Лилиан Снеллинг родилась 8 июня 1879 года в Сент Мэри Крей в юго-восточном Лондоне, в большой семье Джона Карнелла Снеллинга (1841—1902), пивовара и его жены Маргарет Элизабет.
В 1915-16 годах британский ботаник Генри Джон Элвис поручил ей рисовать цветы (которые он собрал во время своих путешествий) в своем доме в Глостершире.
В 1916 по 1921 годах Снеллинг работала в Королевском ботаническом саду Эдинбурга над созданием изображений растений для Айзека Бейли Бальфура, хранителя ботанического сада и профессора ботаники Эдинбургского университета. Также она училась искусству литографии у художника Фрэнка Морли Флетчера.
В 1921 году она начала работать в Королевских ботанических садах в Кью главным художником журнала «Curtis’s Botanical Magazine», с 1929 года её ассистентом была Стелла Росс-Крейг. За 30 лет работы на этом посту она создала свыше 830 картин и литографий. 169 том «Curtis’s Botanical Magazine» был посвящен Лилиан Снеллинг: «художнику, литографу и ботаническом иллюстратору, которая с удивительной деликатностью точных очертаний, блеском цвета и выверенной градацией тонов добросовестно изображала растения в этом журнале с 1922 до 1952 года»
Её картины иллюстрировали издание «Monograph of the Genus Lilium» Генри Джона Элвиса (1934), «Study of the genus Paeonia» (1946) Стерна и «A Book of Lilies» Фреда Стокера (1943.)
В 1959 году многолетний труд Лилиан Снеллинг была отмечена на выставке «Kew’s Aid to Botany over 200 Years» приуроченной к двухсотлетию Королевских ботанических садов в Кью, где она была описана как «одна из великолепной группы женщин» наряду со Стеллой Росс-Крейг, Энн Вебстер и Маргарет Стоунз.
Лилиан Снеллинг умерла в своем доме в Сент Мэри Крей 12 октября 1972 года.
В 2007 году в Королевском ботаническом саду Эдинбурга состоялась выставка посвящена творчеству Лилиан Снеллинг.

## Опубликованные работы
- Millais, John Guille. Rhododendrons and the various hybrids Second series (англ.). — London, New York: Longmans, Green and Co, 1924. OCLC 3663850
- Grove, Arthur. A supplement to Elwes' Monograph of the genus Lilium (англ.). — London: Royal Horticultural Society, 1933. OCLC 14200835
- Stoker, Fred. A Book of Lilies (неопр.). — London & New York: King Penguin Books, 1943. OCLC 4017629
- Stern, F. C., Snelling, Lilian, & Stella Ross-Craig. Study of the genus Paeonia (неопр.). — London: Royal Horticultural Society, 1946.OCLC 5163877
- Curtis's Botanical Magazine (неопр.). — Royal Horticultural Society, 1922-1952. — Т. s 147—169.